# Сушки (Житомирская область)
Су́шки (укр. Сушки) — село на Украине, основано в 1501 году, находится в Коростенском районе Житомирской области. Стоит на реке Белка.
Код КОАТУУ — 1822385801. Население по переписи 2001 года составляет 592 человека. Почтовый индекс — 11565. Телефонный код — 4142. Занимает площадь 2,547 км².
Стоит на реке Хотоза.

## Адрес местного совета
11565, Житомирская область, Коростенский р-н, с. Сушки, ул. Центральная, 45

## Галерея

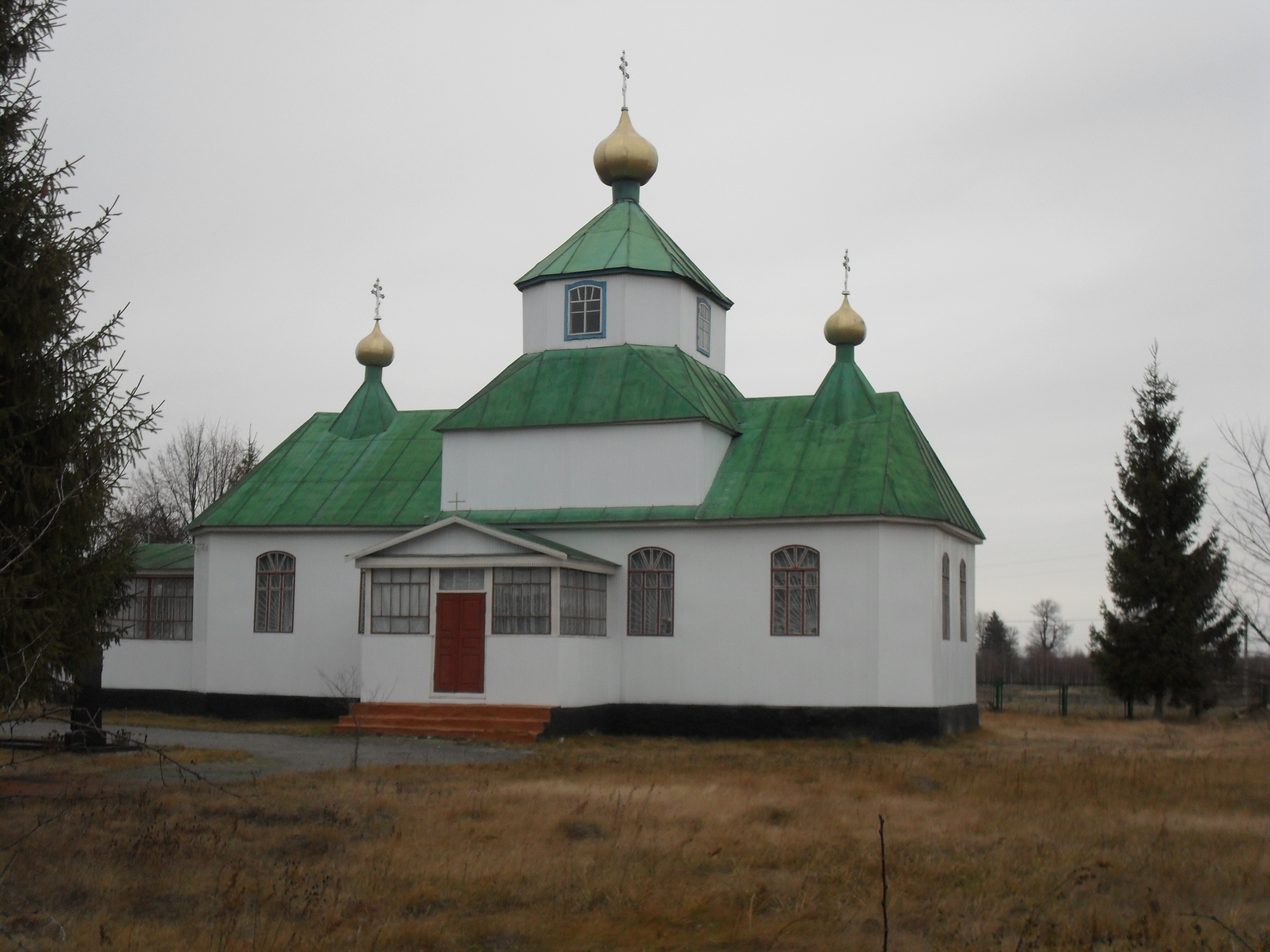
Церковь
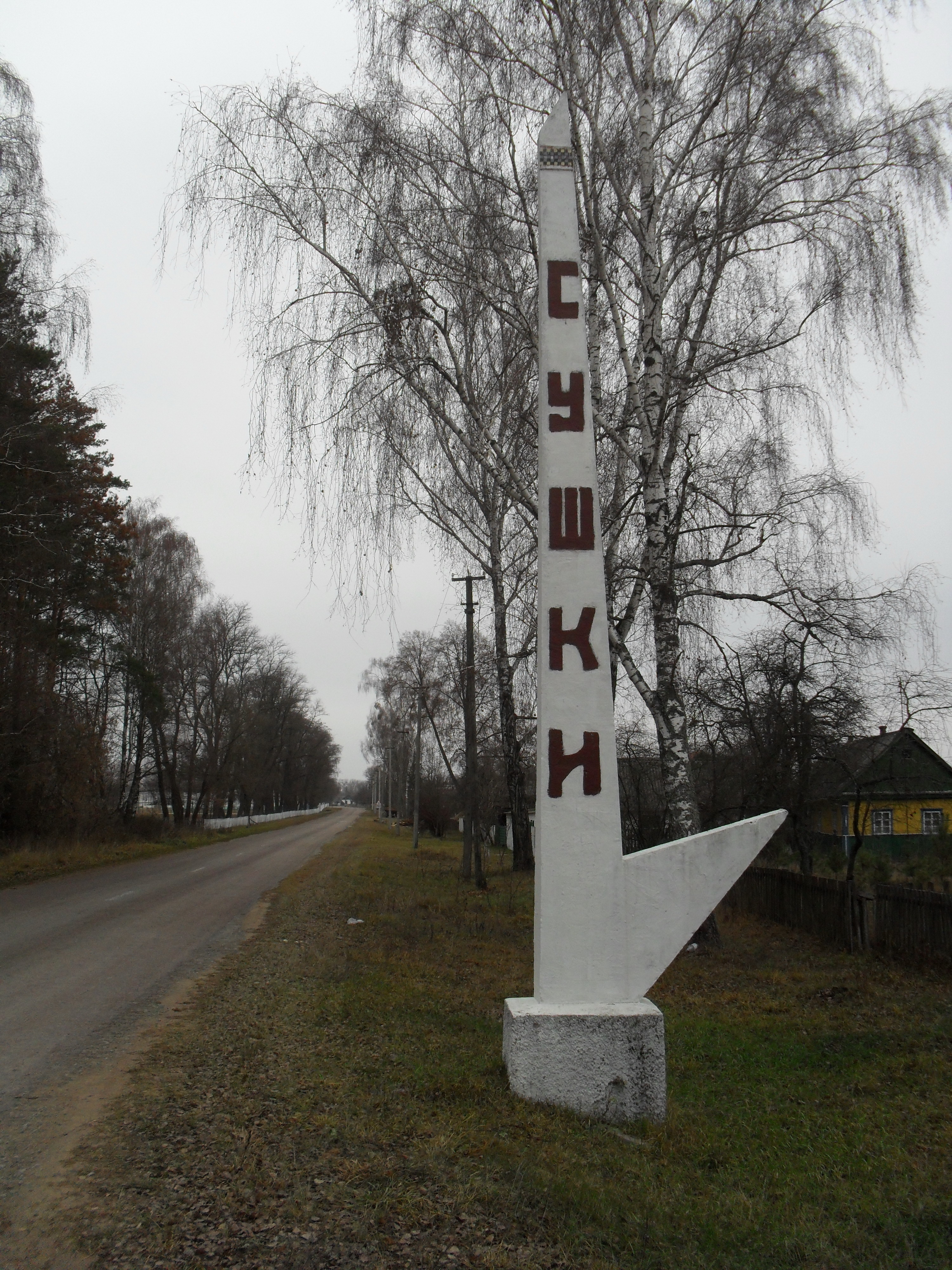
На въезде в село
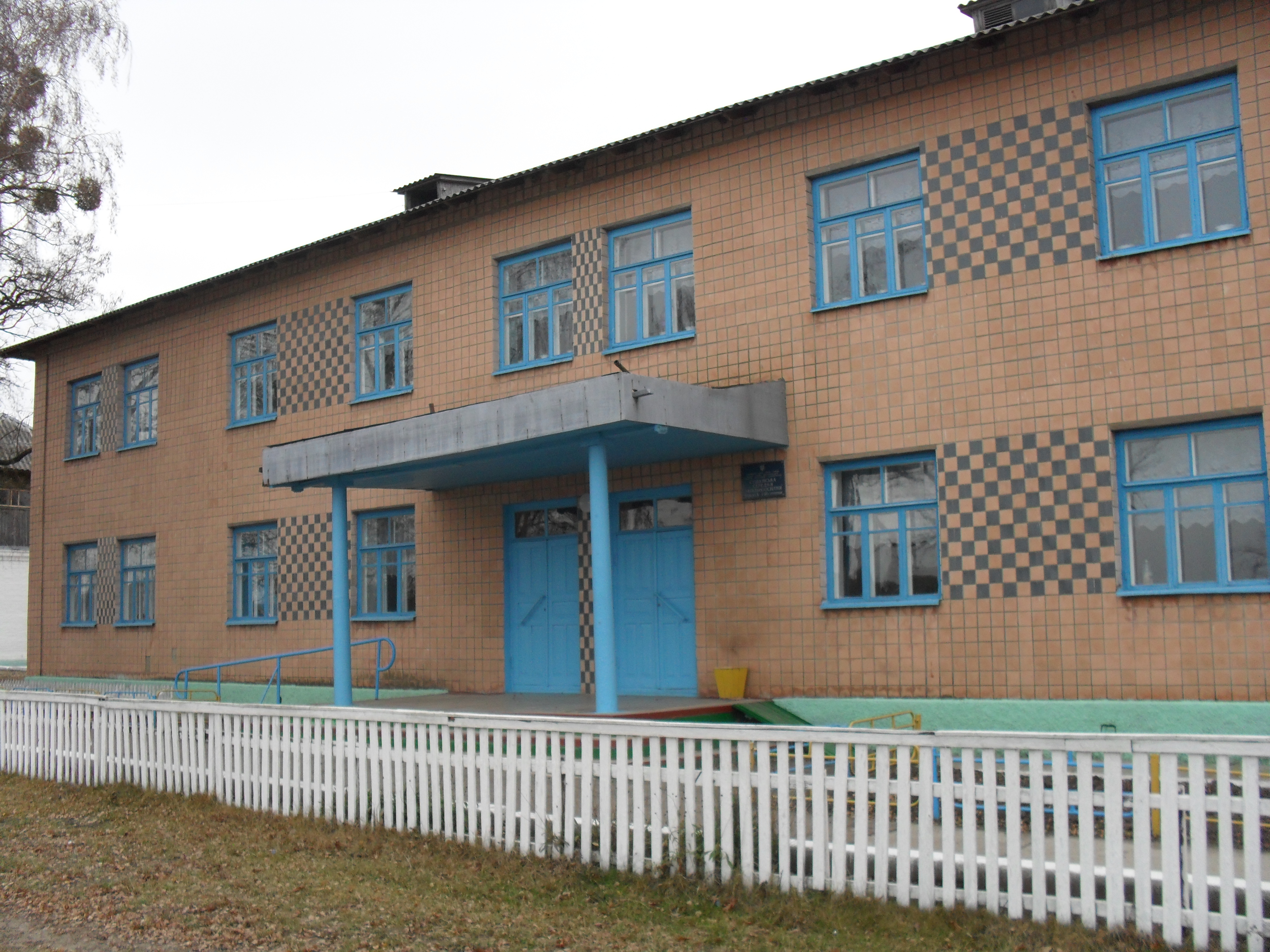
Школа
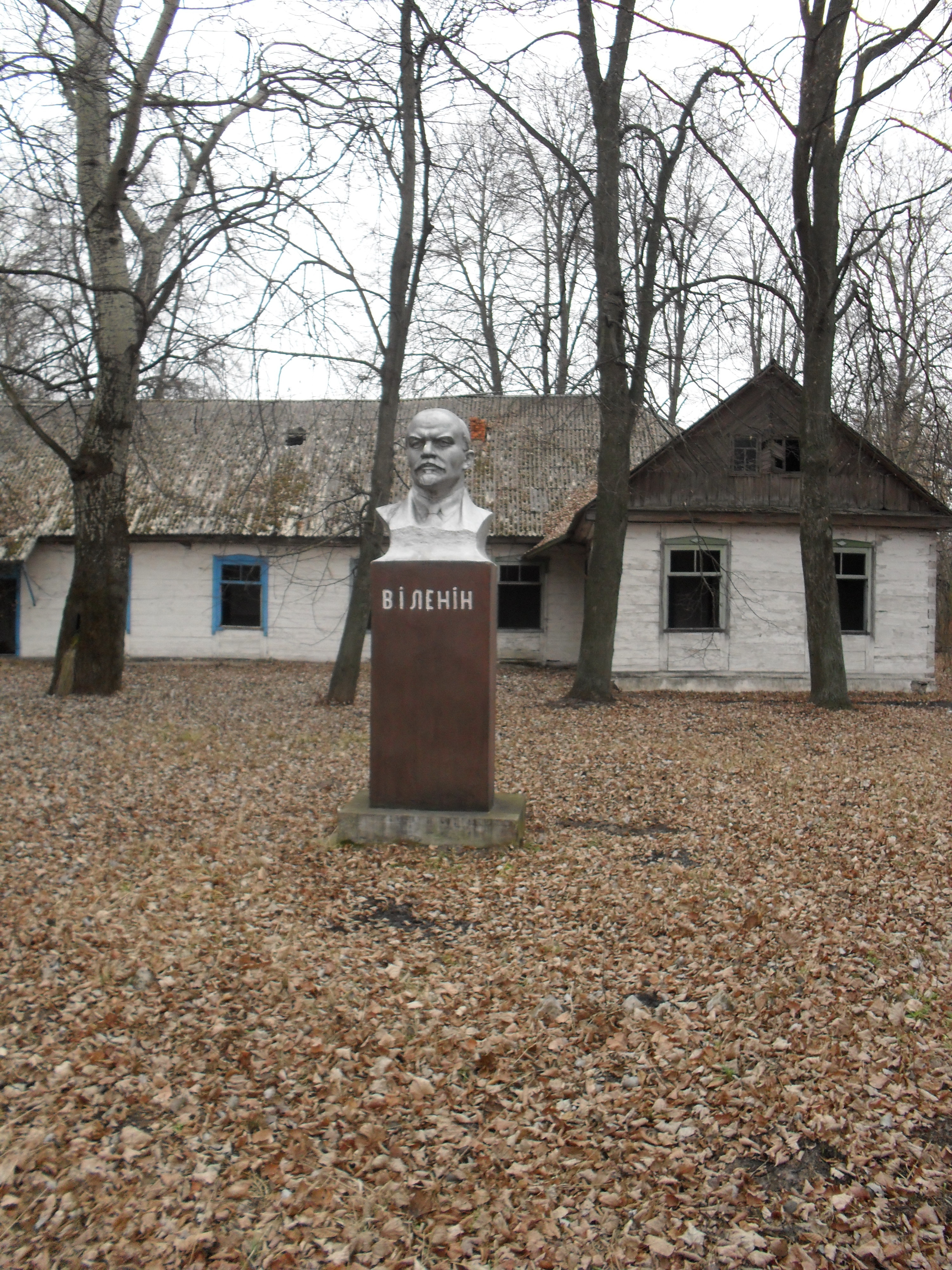
Памятник Ленину
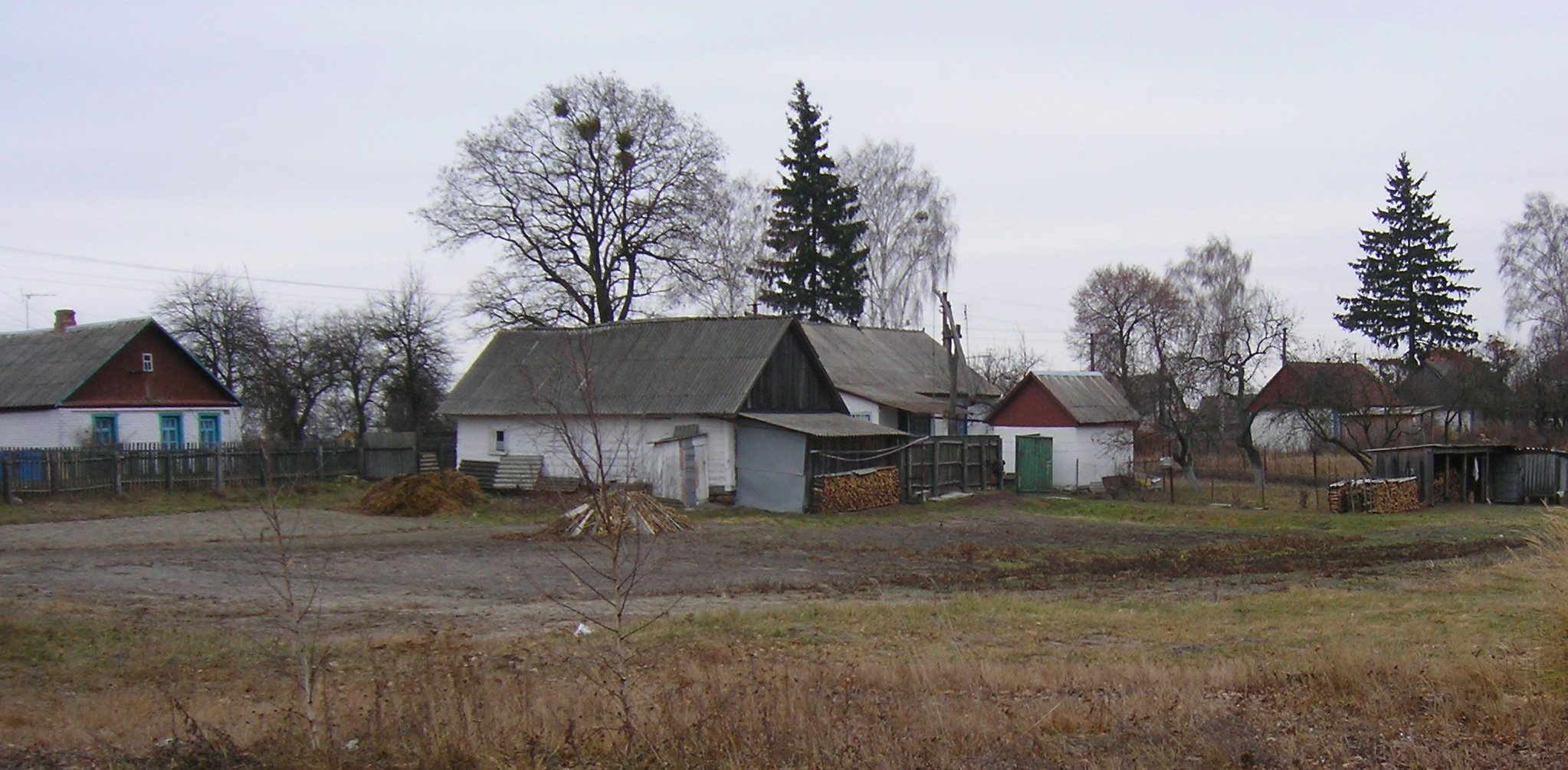
Вид на село